# 祥云县人民医院
25°29′16″N 100°33′11″E / 25.48789°N 100.55315°E

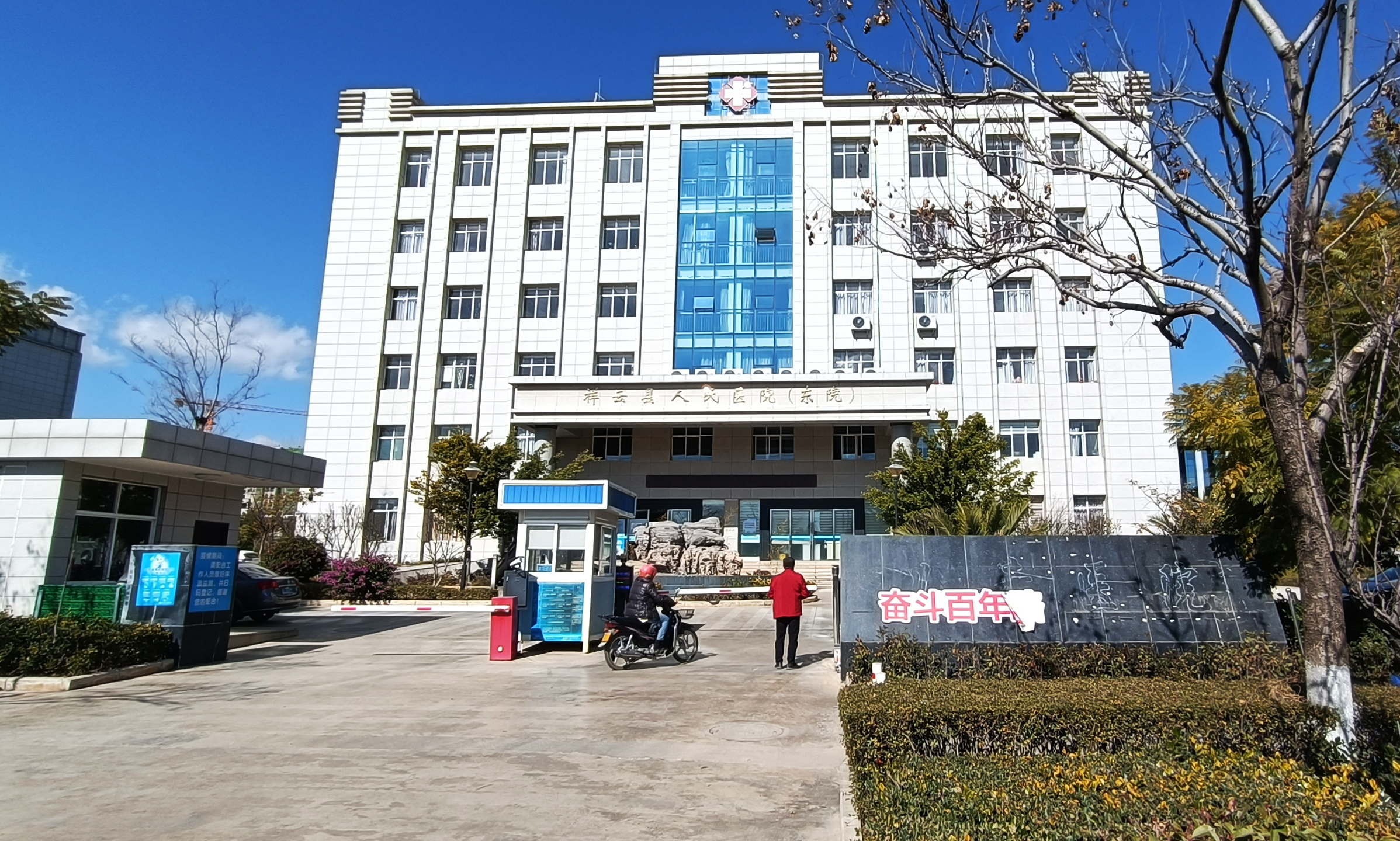
祥云县人民医院东院

祥云县人民医院，是中国云南省大理州祥云县的一所公立医院，为三级综合医院。

## 历史
1942年10月2日，由私人合资创办的祥云县卫生院在祥城东街文庙成立。1950年3月，由祥云县人民政府接管，次年改称样云县人民政府卫生院。1956年9月，迁至祥城西街（现祥城镇卫生院址），10月，改称祥云县人民医院。1968年11月，县卫生防疫站及妇幼保健站与县人民医院合并，成立祥云县人民卫生防治院，并成立三结合革命委员会。1971年，卫生防疫和妇幼保健机构分出，恢复原名县人民医院。1978年11月经扩大规模后改称样云县第一人民医院，1982年恢复原称祥云县人民医院。1984年，医院由西街搬迁至新大街（即今龙翔路，现祥云县中医医院址）。2003年，医院搬迁至祥姚路现址。2017年9月26日，加挂“大理大学第九附属医院”。2018年7月东院区建成，口腔科、健康管理中心迁入。2019年12月，成为云南省首批晋级为三级医院的10所县级医院之一。2022年7月1日，加挂“大理白族自治州第三人民医院”。
2010年3月，祥云县人民医院与上海交通大学医学院附属第九人民医院签订对口支援协议，之后又续签两轮。
2020年12月，被授予云南省抗击新冠肺炎疫情先进集体称号。2021年4月27日，入选国家卫健委第二批符合县医院医疗服务能力推荐标准的县医院名单。